# Iglesia de San Oswald (Warton)

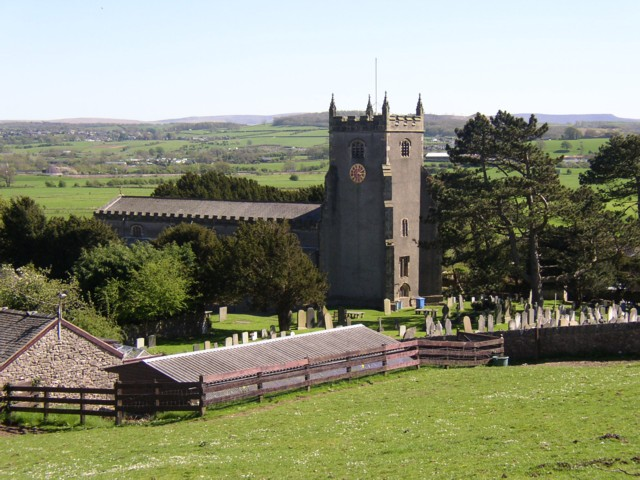
Iglesia de San Oswald

La Iglesia de San Oswald se encuentra en el pueblo de Warton, Lancashire, Inglaterra. Es una iglesia parroquial anglicana activa en el decanato de Tunstall, el archidiácono de Lancaster y la diócesis de Blackburn. Su beneficio está unido al de Santa María, Borwick y San Juan Evangelista, Yealand Conyers. La iglesia está inscrita en la Lista del Patrimonio Nacional de Inglaterra como un edificio de Grado II. Los restos de la rectoría medieval sobreviven junto a la actual vicaría al oeste de la iglesia. 

## Historia
La iglesia actual está probablemente construida en el sitio de una iglesia existente antes del siglo XII. Fue reconstruida en gran parte en el siglo XV, conservando parte del muro de la nave lateral sur. La nave lateral norte fue añadida o reconstruida en el siglo XVI. En 1848-1849, los arquitectos de Lancaster Sharpe y Paley llevaron a cabo trabajos de renovación en la galería sur. En 1892, Paley, Austin y Paley, sucesores de Sharpe y Paley, realizaron trabajos de restauración más extensos. Esto consistió en renovar ventanas en el claristorio, la nave lateral norte y en otros lugares, y reconstruir la cubierta. La iglesia tiene conexiones históricas con la familia Washington, antepasados de George Washington, primer presidente de los Estados Unidos. Desde 1977, una bandera de Washington D. C. ha estado en la iglesia; fue entregada por soldados estadounidenses y normalmente cuelga en la iglesia, excepto el 4 de julio, cuando es izada desde un asta de bandera en el exterior.

## Arquitectura

### Exterior
La iglesia está revestida de piedra arenisca y tiene una cubierta de pizarra. Su planta consiste en una torre oeste, una nave central con naves laterales norte y sur y un triforio, y un presbiterio. La torre tienecontrafuertes en los ángulos, aberturas de tres campanas de luz y un parapeto almenado con pináculos en las esquinas. La antigua puerta oeste ha sido parcialmente bloqueada, convirtiéndola en una ventana, y sobre ella hay un pequeño nicho. La torre mide 62 pies (19 m) de altura.

### Interior
La torre una vez llevó las armas de la familia Washington, pero estos han sido movidos y ahora están repuestos dentro de ella. La torre tiene tres campanas, colgadas para que suenen en círculo completo, pero actualmente no pueden ser tocadas. La segunda campana data de 1571, el tenor de 1731, y el triple de 1782. La segunda y el marco en el que se cuelgan las campanas se consideran de importancia histórica. En la capilla sureste hay una sedilia que se considera que data de finales del siglo XIII o principios del siglo XIV. La pila bautismal es cilíndrica y revestida de plomo, y lleva la fecha de 1661. En los bancos del siglo XIX se han incorporado escudos de armas, uno de ellos de la familia Washington, que está fechado en 1614. En el pasillo suroeste están armas de la Reina Victoria. En la iglesia hay vitrales de Shrigley y Hunt, Ward y Hughes, y F. Burrow, y lápidas conmemorativas de George Webster. Hay más vidrios de colores en la sacristía de Shrigley y Hunt, que representan a los santos Oswald, Patrick y Aidan.

## Características externas
El cementerio alberga las tumbas de guerra de ocho miembros del personal de servicio de la Primera Guerra Mundial y un soldado de la Real Artillería de la Segunda Guerra Mundial.